# Fermelã
Fermelã est une ancienne paroisse civile portugaise (en portugais : freguesia) de la municipalité d'Estarreja dans le district de Beja.
La loi no 11-A/2013 du 28 janvier 2013, portant réorganisation administrative du territoire des freguesias, fusionne Fermelã avec la paroisse voisine de Canelas pour former l’União das freguesias de Canelas e Fermelã (dont le siège est à Canelas).